# Protoevangelij
Protoevangelij ali tudi predevangelij je novozaveznim svetopisemskim knjigam podoben spis, ki ga Cerkev ni sprejela v svoj seznam svetopisemskih knjig, čeprav ni kazal na krivoverstvo. Iz njega izvemo tudi nekatera svetopisemska imena.
Najbolj znan predevangelij je Jakobov protoevangelij. Spada med apokrife, opisuje pa »predevangeljsko« zgodovino, to je čas pred Kristusovim rojstvom, natančneje življenje Device Marije ter njenih staršev svete Ane in svetega Joahima. V njem je najzgodnejša znana navedba o Marijinem večnem devištvu, ki jo je Cerkev kljub apokrifnosti besedila spoznala za resnično.